# Nanorrhinum monodianum
Nanorrhinum monodianum är en grobladsväxtart som först beskrevs av René Charles Maire, och fick sitt nu gällande namn av Ibn Tattou. Nanorrhinum monodianum ingår i släktet Nanorrhinum och familjen grobladsväxter. Inga underarter finns listade i Catalogue of Life.